# Leucotmemis melini
Leucotmemis melini là một loài bướm đêm thuộc phân họ Arctiinae, họ Erebidae.